# ادبیات فارسی در فرهنگ غربی
تأثیر ادبیات فارسی در فرهنگ غرب از نظر تاریخی قابل توجه است. به منظور اجتناب از آنچه که ادوارد بروان آن را «قضاوت کاملاً ناکافی در مورد فعالیت فکری آن مردم مبتکر و با استعداد» می‌نامد، امروزه بسیاری از مراکز دانشگاهی در سراسر جهان از برلین تا ژاپن برنامه‌های دائمی برای مطالعات فارسی برای میراث ادبی ایران دارند.
الول ساتن فقید، «استاد برجسته» فارسی دانشگاه ادینبرو، شعر فارسی را «یکی از غنی‌ترین ادبیات شعری جهان» می‌نامد.

## ادبیات فارسی باستان
مطالعه اوستایی و ادبیات فارسی باستان در غرب در قرن هجدهم با پژوهشگرانی که متون زرتشتی را از بمبئی هندوستان آورده بودند، آغاز شد. انکتیل دوپرون فرانسوی برای اولین بار وندیداد را در سال ۱۷۵۹ ترجمه کرد و پس از آن آثار سر ویلیام جونز و سیلوستر دوساسی بر روی متون پهلوی کار کردند. رمزگشایی کتیبه‌های میخی باستانی در قرن نوزدهم، با ترجمه کتیبه بیستون در سال ۱۸۴۷ توسط سر هنری راولینسون، بر اساس آثار قبلی گئورگ فردریش گروتفند، اوژن برنوف، و کریستین لاسن انجام شد.

## فیتزجرالد
عظمت تأثیر ادبیات فارسی بر ادبیات غرب از سخنان کریستوفر دکر از دانشگاه کمبریج روشن می‌شود که می‌نویسد: «بیشترین شعر خوانده‌شده در دوره ویکتوریایی و قطعاً یکی از محبوب‌ترین شعرهای زبان انگلیسی» رباعیات عمر خیام بود. نسخه ۱۹۵۳ فرهنگ نقل‌قول‌های آکسفورد شامل ۱۸۸ گزیده از رباعیات است که ۵۹ مورد آن رباعی کامل است که تقریباً دو سوم کل آثار عمر خیام به‌شمار می‌رود.
عباراتی مانند عبارت زیر که اکنون بخشی از زبان انگلیسی است، ریشه در رباعیات دارد:
- "یک کوزه شراب، یک قرص نان - و تو در کنار آواز خواندن در بیابان"
- "مثل برف بر چهره غبار آلود صحرا"
- دادگاه‌هایی که جمشید در آن شکوه می‌کرد و عمیق می‌نوشید»
- "من مثل آب آمدم و مانند باد می‌روم"
- "گلی که روزی دمیده برای همیشه می‌میرد"
- "و آن کاسه وارونه‌ای که ما آن را آسمان می‌نامیم"
- "انگشت متحرک می‌نویسد و با نوشتن حرکت می‌کند."

به قول دیک دیویس، ادوارد فیتزجرالد «روح دوقلو» را که بیشتر عمرش را در جستجوی آن گذرانده بود، در خیام یافت.

## گوته
مواجهه گوته با غزلیات حافظ چنان برای او الهام‌بخش شد که دیوان شرقی-غربی خود را بر آن اساس نوشت. و به گفته شمسی عصار «راه را برای کشف شعر فارسی توسط رمانتیک‌ها رهنمون شد.»
به گفته جفری اینبودن مجموعه شعر او به‌طور کلی، به تدریج به عنوان «الگویی تأثیرگذار برای ترکیبات مذهبی و ادبی میان «مغرب» و «مشرق» در سده ۱۹ عمل کرد.»

## امرسون و نیچه

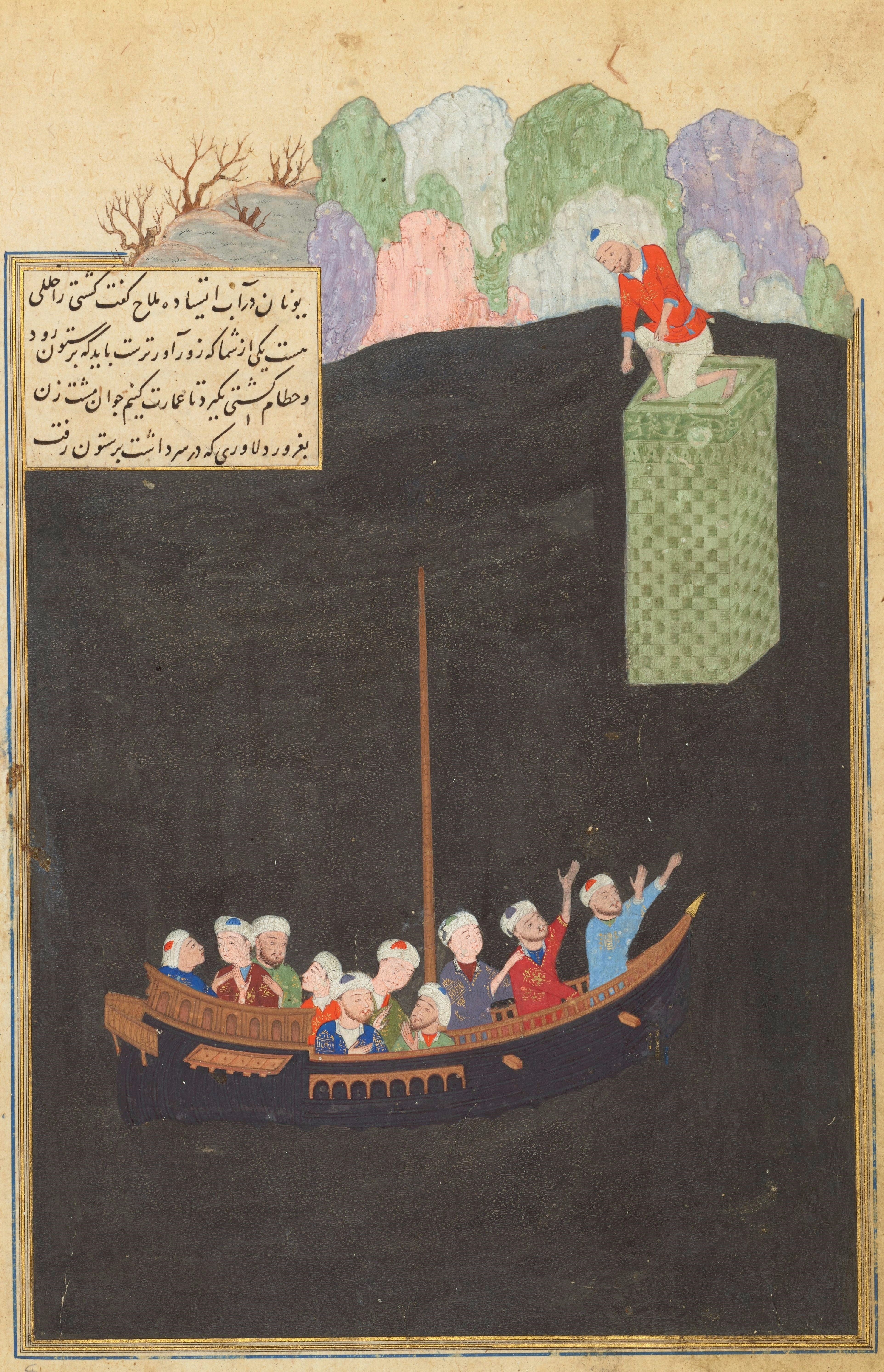
گلستان سعدی

رالف والدو امرسون یکی دیگر از ستایشگران شعر فارسی بود. امرسون در مقالات «شعر فارسی»، «از فارسی حافظ» و «غزل» به تحسین شعر فارسی پرداخت و از طریق این نوشته‌ها در ایجاد ژانر جدیدی برای مخاطبان ویژگی‌های منحصر به فرد شعر فارسی مؤثر واقع شد. او نوشت: «هیجان [اشعار] تولیدشده از انگور بیشتر است». در علاقه او به شاعران و شعر فارسی، می‌توان به جنبه دیونیسیایی امرسون نگاه کرد، جنبه‌ای که برای نیچه جذاب بود. امرسون که سعدی را فقط به صورت ترجمه خوانده بود، نوشته او را از نظر حکمت و زیبایی روایت با کتاب مقدس مقایسه کرد.
نیچه، یکی از مخالفان رادیکال تفکر متافیزیک یونانی، نویسنده کتاب چنین گفت زرتشت بود که از زرتشت پیامبر ایران باستان به عنوان پیامبر فلسفه خود یاد می‌کرد.
نیچه برای ایرانیان علاقه و احترام زیادی قائل بود. برای مثال، جایی که او دربارهٔ مفهوم ایرانی تاریخ و زمان جاودانه ادواری صحبت می‌کند، می‌نویسد: «باید به زرتشت، پارسی ادای احترام کنم، زیرا پارسیان اولین کسانی بودند که به تاریخ به‌طور کامل فکر کردند.» و در ادامه می‌افزاید: «ای کاش ایرانیان به جای رومیان بر یونانیان مسلط می‌شدند.»
اما نیچه نیز تحت تأثیر نویسندگان ایرانی پس از اسلام بود. نیچه در یادداشت‌های خود از حکایتی از گلستان سعدی استفاده کرده‌است. لا فونتن همچنین از گلستان سعدی برگرفته است و Le songe d'un habitant du Mogol او را بر اساس فصل ۲:۱۶ قرار داده‌است، همان‌طور که دیدرو، ولتر، هوگو و بالزاک نیز در نوشته‌های خود به آثار سعدی اشاره کردند. .
حافظ برای نیچه نمونه بارز حکمت خلسه‌آمیز دیونوسی را نشان می‌دهد که در فلسفه‌اش آن را بسیار ستایش می‌کند. تحسین گوته از حافظ و حکمت «شرقی» او که در دیوان غربی بیان شده‌است، منبع اصلی جلب توجه نیچه به این شاعر پارسی‌گو بوده‌است. حتی در مجموعه آثار نیچه شعر کوتاهی با عنوان حافظ وجود دارد.

## مولوی و ژانر صوفیانه
افکار و ادبیات صوفیانه در غرب به ویژه پس از جنگ جهانی اول مورد توجه قرار گرفت، که با صوفیان غیرمذهبی مانند هنری ویلبرفورس-کلارک و سر ریچارد برتون، و همچنین دانشمندانی مانند موریس نیکول، کنت واکر و فیلسوفانی همچون گورجیف و اوسپنسکی آغاز به کار کرد. نوشته‌های عطار، جامی، حافظ، شبستری و مولانا بر نسلی از نویسندگان تأثیر گذاشت.
از آغاز قرن بیست و یکم، مولانا شاعر و فیلسوف ایرانی به عنوان محبوب‌ترین شاعر جهان ظاهر شده‌است. آثار او که بخشی از آن‌ها به انگلیسی ترجمه شده، توجه بسیاری از اندیشمندان و هنرمندان را به خود جلب کرده‌است.
این آثار و آثار بعدی انسان را به این نتیجه می‌رساند که تأثیر ادبیات فارسی فراتر از آنچه در زبان فارسی نوشته شده‌است، آثار کسانی را که در ادبیات، متافیزیک و فلسفه به زبان فارسی می‌اندیشیده‌اند، صرف نظر از زبان مادری و نژاد، در بر می‌گیرد.

## یادداشت
1. ↑  Milani, A. Lost Wisdom. 2004. Washington. شابک ‎۰−۹۳۴۲۱۱−۹۰−۶ p.39

## بیشتر خواندن
- حسن جوادی، تأثیر ادبی فارسی بر ادبیات انگلیسی، با اشاره ویژه به قرن نوزدهم، چاپ اول کلکته ۱۹۸۳، چاپ دوم کوستا مسا، مزدا ۲۰۰۵.
- حسن جوادی، «سهراب و رستم» متیو آرنولد و اصل فارسی آن، مروری بر ادبیات ملی، شماره دوم. ۱، نیویورک، ۱۹۷۱. فارسی این مقاله در ایران نامه، جلد xx1، شماره. ۳، پاییز ۲۰۰۳.
- حسن جوادی، «جیمز موریه و حاجی باباش»، جلد نقره ای انجمن ایران، کلکته، ۱۹۷۱م.